# بهاءالدین املشی
شیخ بهاءالدین املشی معروف به «میزان» شاعر، نویسنده، مشروطه‌خواه و جنگلی معروف و نماینده رشت در مجلس مؤسسان اول و مجلس مؤسسان دوم.

## زندگی
او در سال ۱۲۹۹ ه.ق در منطقه رانکوه از توابع املش گیلان به دنیا آمد. پس از تحصیل مقدمات به نجف رفت و پس از تحصیل نزد ملا محمدکاظم خراسانی و شریعت اصفهانی درجه اجتهاد گرفت.
او پس از بازگشت به ایران وارد جریانات مشروطه خواهی شد (۱۳۲۲ - ۱۳۳۰ه.ق )و و در سال ۱۳۳۳ ه.ق به نهضت جنگل به زعامت میرزا کوچک خان جنگلی پیوست و از سال ۱۳۳۵ ه.ق از طرف کمیته اتحاد اسلام مأمور تشکیل سازمان‌های قضایی در حوزه تحت امر جنگلی‌ها شد و پس از چندی رسما عضو کمیته اتحاد اسلام شد.
املشی با پایان یافتن کار جنگلی‌ها در سال ۱۳۴۰ ه.ق (۱۳۰۰ ه.ش) به فعالیت‌های فرهنگی و اجتماعی و ادبی روی آورد و خاطرات خود را به صورت یادداشت و مقاله در جراید کشور منتشر می نمود.
او در سال ۱۳۰۴ ه.ش به نمایندگی از اهالی رشت در مجلس مؤسسان اول حضور یافت که کار آن تغییر سلطنت از قاجاریه به پهلوی بود. وی همچنین مقارن با جنگ جهانی دوم به نهضت مقاومت ملی پیوست و به فعالیت‌های پارتیزانی روی آورد.
نامبرده بار دیگر در سال ۱۳۲۸ ه.ق از رشت به نمایندگی مجلس مؤسسان دوم برگزیده شد که کار این مجلس افزایش اختیارات محمدرضا شاه پهلوی و اعطای حق انحلال مجلسین به وی بود.
شغل اصلی شیخ بهاءالدین املشی تصدی دفتر اسناد رسمی بود و در ضمن عضو شورای فرهنگ گیلان و رئیس هیأت امنای کتابخانه ملی رشت بود و در سمت اخیر با تهیه و ابتیاع کتب خطی خدمات ارزنده‌ای ارائه نمود.
وی در سال ۱۳۳۹ ه.ش در سن ۷۸ سالگی بدرود حیات گفت. یکی از آثار او با نام "گوشه‌هایی از تاریخ گیلان" در سال ۱۳۵۲ به کوشش محمدهادی میزان به چاپ رسید.

## منبع
1- نمایندگان گیلان در مجالس قانونگذاری، هومن یوسفدهی، مجله گیله وا، ش 70 ص 15 و 16 .